# Foncastín
Foncastín es una localidad perteneciente al municipio de Rueda, en la provincia de Valladolid, comunidad autónoma de Castilla y León, España. Es uno de los poblados que surgieron en la década de los 40 al amparo del Instituto Nacional de Colonización. Sus primeros habitantes se instalaron en 1945 procedentes de la localidad leonesa de Oliegos —la construcción del embalse de Villameca habría forzado su abandono—. En un principio se llamó «Foncastín de Oliegos».

## Historia
En su término se encontraron vestigios correspondientes al neolítico y a la Edad del Hierro y también hubo algún hallazgo de época romana y medieval en los lugares conocidos como La Hoz y Fabriciano  y en el despoblado de Valverde.
En su origen el poblado estaba situado en la orilla izquierda del río Zapardiel. Del conjunto solo quedó una torre de la fortaleza construida en el siglo XV y la iglesia de Santa María del Castillo pero esta última fue desapareciendo piedra a piedra sin dejar rastro alguno. Los primeros documentos conocidos son de 1265 y se refieren a Foncastín como parroquia de la abadía de Medina del Campo. En el siglo XV, en el reinado de los Trastamara fue una finca o dehesa perteneciente al señorío del apellido Lugo, una noble familia de origen gallego afincada en Medina del Campo en tiempos de Juan II de Castilla. Perteneciente a este linaje era Álvar Yáñez de Lugo y Bahamonde que fue camarero mayor de Enrique IV de Castilla. Su primogénito fue Álvaro de Lugo y Bobadilla que heredó los señoríos de Valverde, Foncastín y Villalba de Adaja. Antes de convertirse en señorío Foncastín había pertenecido a la Comunidad de villa y tierra de Medina del Campo. En 1528 los vecinos —en número de 12— la llamaban Huencastín; se fue despoblando hasta llegar a los dos vecinos en 1587; finalmente ya se cita como despoblado de señorío secular en el catastro del marqués de la Ensenada (1753) y en el nomenclátor de Floridablanca (1785). Tras esta despoblación debió recuperarse pues a mediados del siglo XIX Pascual Madoz describe el territorio como lugar perteneciente al partido judicial de Medina del Campo con catorce casas, un castillo arruinado, una parroquia dedicada a la Asunción y una fuente de exquisitas aguas. Sus límites eran al norte con Tordesillas, al este con Rueda, al sur con Torrecilla y al oeste con Nava del Rey. Producía trigo, cebada, legumbres, y vino. Tenía ganado lanar y caballerías para la agricultura. Abundante caza y pesca en el río Zapardiel de cangrejos y tencas.
En 1895 el historiador Juan Ortega Rubio, en su libro titulado  Los pueblos de la provincia de Valladolid describía Foncastín como aldea perteneciente al municipio de Rueda. Lo situaba en la orilla derecha del Zapardiel señalando que en tiempos anteriores estaba situado en la orilla izquierda donde únicamente había quedado la iglesia y la torre de un castillo propiedad del conde de Adanero.

### SigloXX. Los nuevos colonos
En el siglo XX las tierras de Foncastín pertenecían al marqués de la Conquista, Pedro Jordán de Urries y Ulloa que en 1944 las vendió al Instituto Nacional de Colonización. Esta institución dispuso su parcelación para un futuro asentamiento de colonos creando lotes de tres tipos: pequeños de 14 ha, medianos de 21 ha y grandes de 28 ha. Los futuros colonos fueron los habitantes de un pueblo de León llamado Oliegos en la comarca de la Cepeda. Este pueblo quedó anegado por las aguas del embalse de Villameca que retiene las aguas del río Tuerto. El proyecto de este embalse databa de 1929 y comenzó a construirse en 1934 pero las obras se paralizaron al comenzar la guerra civil española en 1936 y no se reanudaron hasta años más tarde; se puso en servicio por fin en 1947.

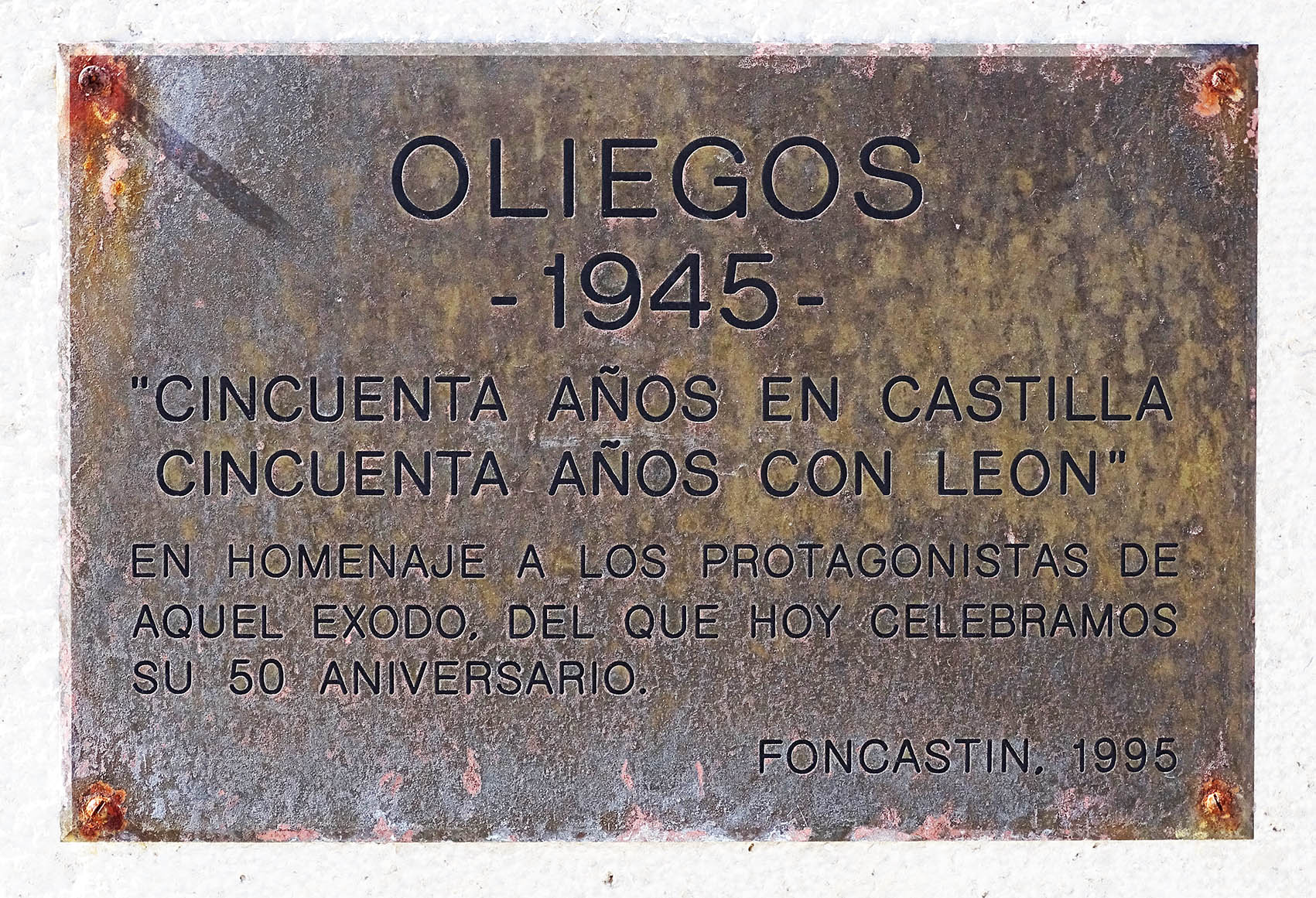
Placa en reconocimiento y homenaje a los habitantes de Oliegos

En 1945 los vecinos de Oliegos supieron que había llegado el momento del desalojo. Algunas familias eligieron quedarse en pueblos de la comarca y el resto aceptó la oferta que hizo el Instituto de Colonización de ubicarse en tierras de la provincia de Valladolid en una dehesa o finca conocida con el nombre de Foncastín. Y así comenzó el traslado de estas personas —que se llamaban a sí mismas olegarios— que se dejaban atrás su pueblo, sus hogares, muchos de sus enseres y el cementerio.
A finales de noviembre  de 1945 salieron de Oliegos con sus enseres, carros, animales, santos y campanas de la iglesia, a pie, hasta llegar a la estación de tren de Porqueros. Desde allí el tren les condujo a Astorga donde hicieron alto y noche. Desde Astorga siguieron a León donde se les ofreció una comida en el parque de San Francisco. Desde allí siguieron hasta Valladolid y en esta ciudad hicieron noche. Por todos los lugares por donde pasaron fueron agasajados y festejados pues la historia del peregrinaje de estas gentes a quienes se consideraba héroes fue pronto conocida en la provincia. Finalmente el día 30 fueron trasladados a Foncastín en autobús mientras que los enseres y animales llegaban en tren a Medina del Campo. Cuando llegaron se encontraron con que el pueblo nuevo prometido no existía todavía y tuvieron que refugiarse en las corralizas de la finca. Fue una espera de seis años para la urbanización completa; se construyó también la parroquia (donde pudieron colocar al fin las campanas y los santos de la iglesia de Oliegos) y un poco más tarde  el cementerio. Los cuatro millones y medio de pesetas que obtuvo el grupo como indemnización se gastaron en la mudanza. Para la propiedad estuvieron empeñados con el Instituto de Colonización durante veinte años.
Pronto se dieron cuenta de que la tierra de Foncastín era rica y buena para la siembra de cereales y de viñedos y el trabajo trajo la prosperidad. Importaron algunas costumbres que les habían sido útiles como «la guarda de la vecera» y la carga de los carros como unidad de peso y capacidad.

## Urbanismo
Foncastín es una pedanía de Rueda con un alcalde pedáneo que cuenta con su propio edificio concejil. Junto con La Vid (Burgos) fueron los primeros poblados de colonización agraria en Castilla y León. El proyecto y arquitectura se debió al arquitecto Jesús Ayuso Tejerizo, uno de los arquitectos en plantilla del Instituto de Colonización. La primera impresión es la de un pueblo blanco bien ordenado. Tiene una plaza mayor con soportales y en ella la iglesia parroquial y el edificio del ayuntamiento. En medio de la plaza hay una fuente y sobre ella un pedestal que soporta la estatua de una mujer del pueblo que lleva en la mano una azada. En los laterales hay placas conmemorativas en homenaje a las mujeres de Oliegos  y al propio pueblo al cumplir los cincuenta años del traslado. Antes de llegar y no demasiado alejado está el cementerio enjalbegado. Entre el caserío nuevo y las corralizas del marqués hay un arco con una hornacina vacía, coronado por una veleta.
Se conserva todavía en el pueblo una bodega monumental que perteneció al marqués de la Conquista, en desuso desde hace muchos años. Tiene un cañón de casi un km y una sisa de 300 metros donde estaban los grandes toneles. En 1957 todo el mobiliario se desmanteló y se reubicó en grandes bodegas de Andalucía.
En 1950 se construyó la nueva iglesia dedicada a San Pedro. En ella se colocaron las campanas y los santos traídos de Oliegos. El Instituto de Colonización encargó al pintor Manuel Rivera Hernández un mural para adornar la iglesia recién construida. Realizó la obra entre los años 1952-1953, una pintura de 40 metros cuadrados en el presbiterio.
En la margen izquierda del río hubo una iglesia dedicada a Santa María perteneciente al arzobispado de Valladolid que se agregó per modum unius —como una sola— a la parroquia de Santa María de Rueda. El templo dejó de tener actividad y se fue arruinando poco a poco hasta el punto de no quedar vestigio alguno.
También en la orilla izquierda y junto a la iglesia hubo un castillo construido en el siglo XV por Álvaro de Lugo. A mediados del siglo XX quedaba todavía en pie la torre del homenaje que dio a conocer el conde de Gamazo; era de planta cuadrada y muros de ladrillo, con almenas. Gracias a las nuevas técnicas de la arqueología aérea se ha podido estudiar la planta del castillo con tres torres en tres de sus esquinas y la del homenaje más alta, características que demuestran que pertenecía a la Escuela de Valladolid.

## Bosque de Valdegalindo
En el término municipal de Rueda y Tordesillas se encuentra el bosque de Valdegalindo con encinas, pinos y alcornoques. Los espacios de alrededor son plantaciones de cereal y viñedos. Valdegalindo pertenece a la Zona de Especial Protección para Aves  (ZEPA) de La Nava-Rueda y también al coto de caza menor. En torno al Zapardiel hay bosques de ribera y densos carrizales, sobre todo en la retención de aguas en Foncastín. Toda esta zona la compró  Colonización en 1945 con miras a establecer a las doscientas personas inmigrantes desde Oliegos. Es propiedad pro indiviso de los miembros de la Junta de Parceleros o de Colonos de Foncastín.

## Demografía
Evolución de la población
| Gráfica de evolución demográfica de Foncastín entre 2000 y 2019    |
|                                                                    |
| Población de derecho (2000-2019) según el padrón municipal del INE |